# Faraid Head

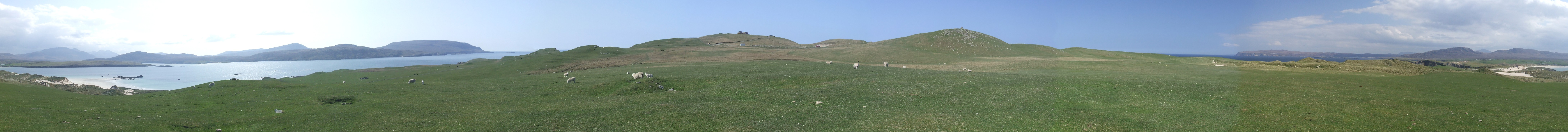
Rundumblick von Faraid Head

Faraid Head (schottisch gälisch An Fharaird) ist eine kleine, etwa 2,5 km lange Halbinsel an der Nordküste von Sutherland in der schottischen Council Area Highlands. Sie liegt etwa drei Kilometer nördlich des Weilers Balnakeil bei Durness.
An der Landspitze wurde in den 1950er Jahren eine kleine militärische Radar-Station gebaut. Das  Gebäude dient inzwischen als Kontrollturm für die Luft-Boden-Schießplätze auf Cape Wrath und Garvie Island. Auf Faraid Head befinden sich die größten Sanddünen der britischen Inseln.